# Pierre Werner
Pierre Werner (Lille, 29 de dezembro de 1913 – Cidade do Luxemburgo, 24 de junho de 2002) foi um político luxemburguês. Foi primeiro-ministro do seu país de 2 de Março de 1959 a 15 de Julho de 1974 e de 16 de Julho de 1979 a 20 de Julho de 1984.
Autor intelectual do Euro, moeda da União Europeia.